# Isole Nightingale
Le Isole Nightingale sono un gruppo di tre isole nel Sud dell'Oceano Atlantico, parte dell'Arcipelago di Tristan da Cunha. Il gruppo è costituito dall'Isola Nightingale, l'Isola Middle e l'Isola Stoltenhoff. Le isole sono amministrate dal Regno Unito come parte del Territorio d'oltremare di Sant'Elena, Ascensione e Tristan da Cunha.

## Geografia
Nightingale Island è la più piccola delle quattro isole principali del gruppo di Tristan da Cunha, misura soli 4 chilometri quadrati e si trova a 30 km di distanza da Tristan da Cunha e 22 chilometri dall'Isola Inaccessibile. Stoltenhoff e Alex (nota anche come Middle Island, ovvero l'Isola di Mezzo), sono in realtà due grandi isolotti, piuttosto che isole propriamente dette.

## Storia
Originariamente venne chiamata "Isola Gebrooken" dagli olandesi di Jan Jacobszoon nel gennaio 1656, che non trovarono un ancoraggio sicuro e non fecero il primo sbarco, che non avvenne fino al 1696 (molto probabilmente ad opera di Willem de Vlamingh nel mese di agosto dello stesso anno). Nel settembre 1767 il francese D'Etchevery visitò l'isola principale, che venne ribattezzata Nightingale dal capitano inglese Gamaliele Nightingale nel 1760..
Jonathan Lambert temporaneamente cambiò il nome in Lovel Island nel 1811 proponendolo sul "Boston Gazette", ma come con le altre modifiche proposte (cioè cambiare il nome dell'intero arcipelago da Tristan da Cunha a "Isole di ristoro "), la ridenominazione non durò.

## Natura
Nightingale, sebbene sia una piccola isola, è la patria di più di tre milioni di coppie di uccelli marini in una densità di circa 1,3 coppie per metro quadrato; quasi l'intera isola è ricoperta da vegetazione.
Il gruppo di isole Nightingale è stato riconosciuto a livello internazionale come parte del Tristan da Cunha Endemic Bird Area (EBA) . È stato anche identificato come Important Bird Area (IBA) da BirdLife International come sito di riproduzione per gli uccelli marini. Gli uccelli per i quali l'IBA è significativo: Eudyptes moseleyi (fino a 125.000 coppie nidificanti), Phoebetria fusca (fino a 250 coppie), albatros atlantico dal naso giallo(5000 coppie), Pterodroma mollis (fino a 1000 coppie), Puffinus gravis (fino a 3 milioni di coppie), Pelagodroma marina (10.000 coppie), Fregetta grallaria (1000 coppie), Stercorarius antarcticus, Sterna vittata, Turdus eremita, Nesospiza wilkinsi e Nesospiza questi..

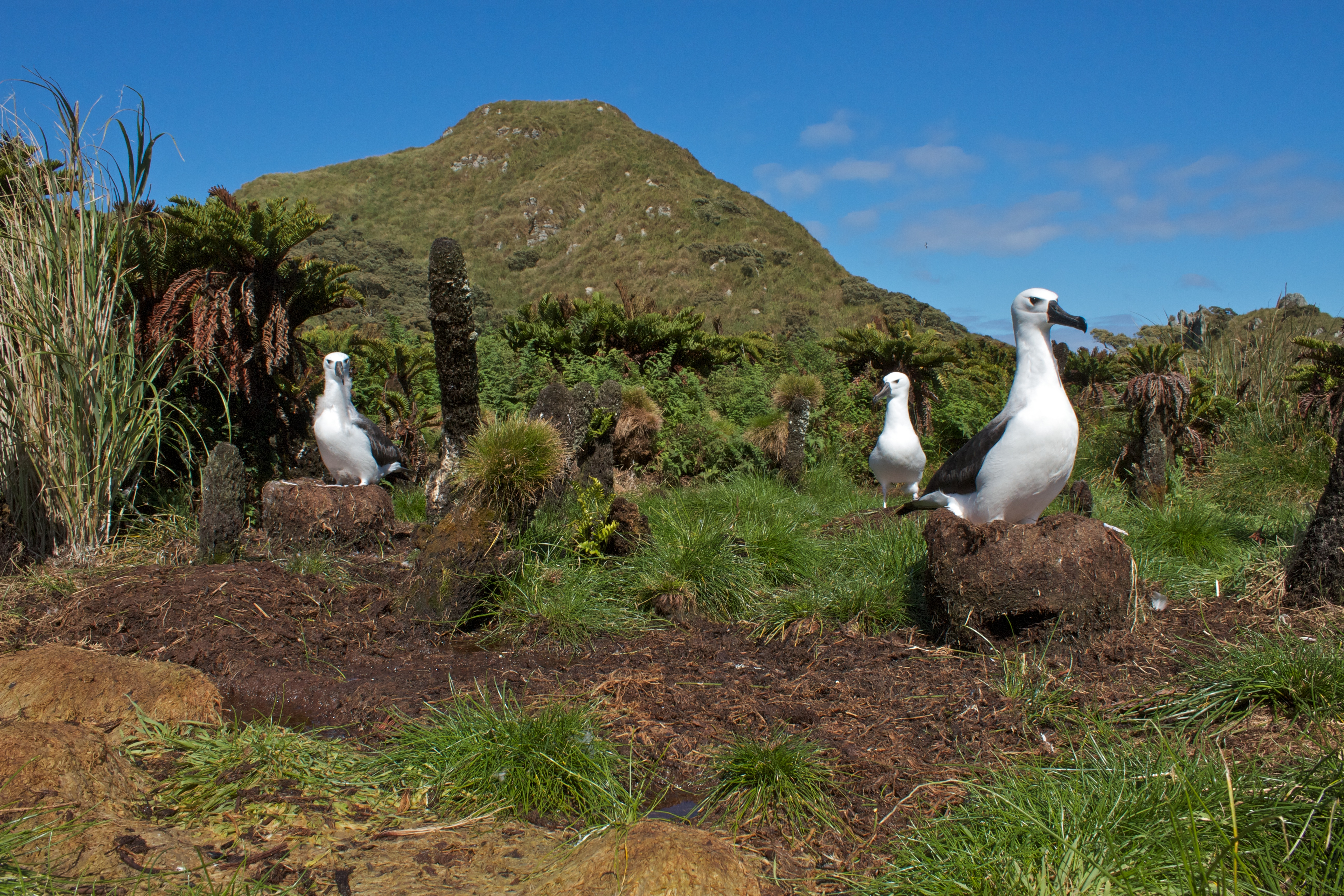
Albatros dell'isola fra piante di felci palmiformi

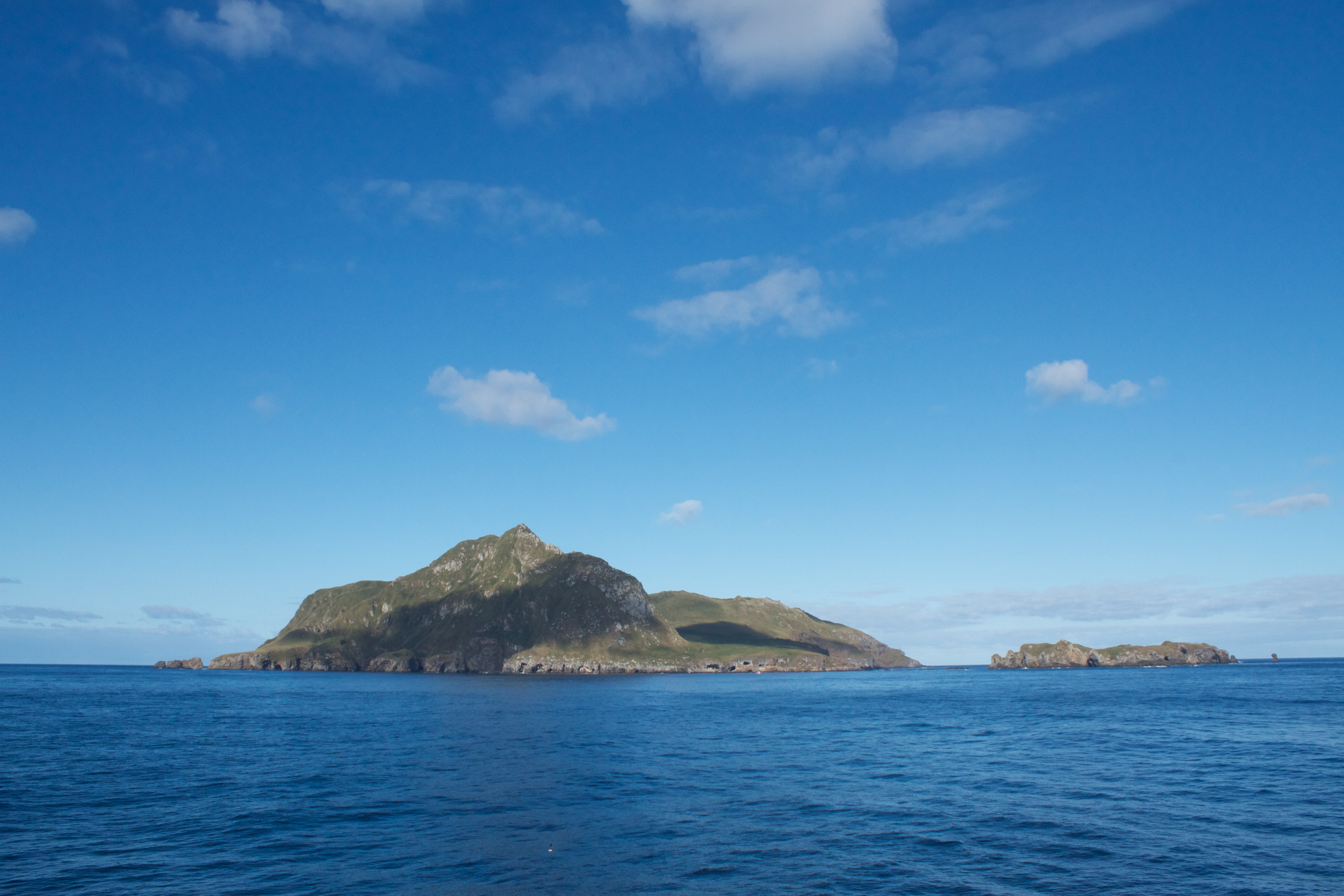
Veduta dell'isola

Nel 2011 un cargo si è incagliato sull'isola e ha sversato circa 1.500 tonnellate di petrolio.